# Воронцов Михайло Петрович
Воронцов Михайло Петрович (нар. 29 червня 1929, с. Михайлівка, Ставропільський край) — лікар-гігієніст, доктор медичних наук (1971), Заслужений діяч науки і техніки України (1995), професор кафедри загальної гігієни з екологією Харківського національного медичного університету.

## Біографія
Воронцов Михайло Петрович народився 29 червня 1929 року у селі Михайлівка Ставропольського краю у селянській родині. 1954 року з відзнакою закінчив Харківський медичний інститут, після чого два роки працював військовим лікарем.
З 1956 року і донині наукова та педагогічна діяльність Михайла Петровича Воронцова пов'язана з Харківським національним медичним університетом, куди він прийшов аспірантом кафедри загальної гігієни і де тривалий час працював під керівництвом професора М. Л. Кошкіна. Після закінчення аспірантури і успішного захисту кандидатської дисертації М. П. Воронцов послідовно працював асистентом, доцентом, а з 1965 по 2002 рік обіймав посаду завідувача кафедри гігієни та екології № 1. У 1970 році М. П. Воронцов захистив докторську дисертацію «Профілактичне ультрафіолетове опромінення як стимулятор симпатико-адреналової системи та його гігієнічне значення», в якій з нових позицій розвивались ідеї практичного використання УФ-радіації у гігієні як профілактичного та оздоровчого фактора, що підвищує загальнобіологічну та імунологічну опірність організму.
Під керівництвом професора М. П. Воронцова продовжила свій розвиток існуюча на базі кафедри наукова та педагогічна школа гігієністів України, традиції якої були закладені видатними вченими А. І. Якобій, І. П. Скворцовим, В. О. Угловим, В. О. Яковенком, М. Л. Кошкіним.
Важливе місце у науковій діяльності професора М. П. Воронцова та його найближчих співробітників та учнів (М. В. Кривоносова, В. О. Коробчанського, І. О. Васильченко, В. В. Михеєва, А. А. Мусульбас) посідають актуальні проблеми гігієнічної науки і практики. Професор вивчає механізми дії фізичних факторів довкілля на організм, проблеми гігієни та фізіології праці, психофізіологічної та професійної адаптації. Науковець визначив біомеханізм впливу на організм ультрафіолетового випромінювання (УФВ); описав певні ланцюги нейрогуморального механізму; обґрунтував гігієнічне значення УФВ як профілактичного та оздоровчого фактора. Розробив метод практично-гігієнічного застосування УФВ як адаптогенного фактора і засобу підвищення працездатності і реабілітації школярів, які перенесли респіраторне захворювання.
Під керівництвом М. П. Воронцова виконано 2 докторських та 14 кандидатських дисертацій. Професор є автором та співавтором значної кількості підручників, навчальних посібників, навчальних програм. Загалом на його рахунку 200 наукових праць, з них 7 підручників («Общая гигиена». — М., 1990; «Общая гигиена». — К., 1991; «Гігієна та екологія». — Вінниця, 2006; «Hygiene and ecology». — Kharkov, 2006 та ін.), 6 монографій («Психогигиена умственного труда учащейся молодежи», 1988; «Эмоциональный стресс в этиологии и патогенезе психических и психосоматических заболеваний», 1995; «Гигиенические аспекты системогенеза профессиональной деятельности и адаптации подростков», 2004 та ін.), 3 патенти, 3 Державних санітарних правила України тощо.
М. П. Воронцов проводить активну громадську роботу: у різні роки був членом редколегії Харківського медичного журналу, членом редакційної ради журналів: «Гигиена и санитария», «Експериментальна і клінічна медицина», «Вестник гигиены и эпидемиологии», членом проблемної навчально-методичної комісії з гігієнічних дисциплін Головного управління навчальних закладів МОЗ СРСР. Він є членом правління наукового товариства гігієністів України та обласного відділення товариства, членом санітарно-технічної Ради облСЕС, багато років був членом ВАК України.
За багаторічну плідну роботу неодноразово був нагороджений грамотами Товариства гігієністів України, Харківської обласної державної адміністрації та Харківської обласної ради, Міністерства освіти і науки. Його відзначено також нагородою президента України для діячів науки, освіти та культури.